# James il gatto
James il gatto (James the Cat) è una serie animata britannica.

## Trama
La storia si concentra su un gatto di nome James, che vive in una villa di campagna inglese. Le prime due stagioni si distinguono tra loro. Nella prima stagione, James è un nuovo arrivato, perciò deve imparare a vivere nella sua villa di campagna. Nella seconda stagione, invece, James diventa un agente diplomatico.

## Trasmissione
Il cartone è stato trasmesso in Regno Unito dal 1984 al 1998. La prima stagione è stata trasmessa su ITV, mentre la seconda stagione su Milkshake!, blocco televisivo di Channel 5. In Italia è stato trasmesso su JimJam con il titolo James il gatto.